# Safari (film)
Safari (ang. Safari) – brytyjski film przygodowy z 1956 roku w reżyserii Terence’a Younga. Zdjęcia plenerowe kręcono w Kenii.

## Opis fabuły
Kenia, lata 50. XX w. Podczas gdy biały myśliwy Ken Duffield wyrusza na safari, jego farma zostaje napadnięta przez rebeliantów Mau Mau. Pomimo zaciętej obrony (z powodu zdrady jednego ze służących imieniem Jeroge) ginie jego rodzina, w tym ukochany syn Charlie, a dom ulega zniszczeniu. Lokalna policja spodziewając się, że Ken wykorzysta swoje umiejętności łowieckie oraz znajomość ludzi i terenu, cofa mu licencję łowiecką. Jego samego wydala zaś do sąsiedniego Nairobi, dopóki sytuacja się nie ustabilizuje. Ken jednak nie rezygnuje i za swój cel stawia sobie dopaść morderców rodziny za wszelką cenę. Jego celem staje się przede wszystkim zdradziecki Jorge. Nieoczekiwanie okazję do zemsty stwarza mu bogaty arystokrata – sir Brampton – który przybywa do Nairobi na polowanie i najmuje Kena za przewodnika. Dzięki swoim koneksjom przywraca mu licencję i obydwaj wyruszają na polowanie: arystokrata na lwa, a Ken na zbójcę swojej rodziny. Obydwaj, chociaż nie bez przeszkód, osiągają swój cel, z ranami wychodząc z finalnej potyczki z Mau Mau.

## Obsada aktorska
- Victor Mature – Ken Duffield
- Janet Leigh – Linda Latham
- John Justin – Brian Sinden
- Roland Culver – sir Vincent Brampton
- Liam Redmond – Roy Shaw
- Earl Cameron – Jeroge (Njoroge)
- Orlando Martins – Jerusalem
- Juma – Odongo
- Lionel Ngakane – Kakora
- Harry Quashie – O’Keefe
- Slim Harris – Renegade
- Cy Grant – wódz Massai
- John Wynn – Charley
- Arthur Lovegrove – Blake
- Estelle Brody – Aunty May

i inni.